# Whitland
Whitland (in lingua gallese: Hendy-gwyn) è una cittadina di circa 1.500 abitanti del Galles sud-occidentale, facente parte della contea del Carmarthenshire e situata lungo il corso del fiume Taf.

## Etimologia
Il toponimo Whitland ricorda il termine white, "bianco", e deriva dalla locale abbazia, chiamata in latino Alba Landa e in gallese Ty Gwin, ovvero "Casa Bianca" (in inglese: White House). In gallese la città si chiama Hendy-gwyn, che significa appunto "antica casa bianca".

## Geografia fisica

### Collocazione
Whitland si trova a metà strada tra Carmarthen e Haverfordwest (rispettivamente ad ovest della prima e ad est della seconda), a circa 8,5 km ad est di St Clears.

## Società

### Evoluzione demografica
Al censimento del 2011, Whitland contava una popolazione pari a 1.514 abitanti. Nel 1991 ne contava invece 1.518.

## Edifici e luoghi d'interesse

### Abbazia di Whitland
Edificio più famoso della città è l'abbazia di Whitland, un'abbazia cistercense fondata nel 1140 da monaci provenienti da Clairvaux.

## Sport
- Whitland RFC, squadra di rugby[6]